# 日厳
日厳（にちごん、1748年（寛延元年） - 1797年9月1日（寛政9年閏7月11日））は、大石寺第42世法主。

## 略歴
- 1748年（寛延元年)、仙台に誕生。父山川平兵衛。
- 1759年（宝暦9年)春、学頭日真が奥州を巡教した際、日真を師として得度した。
- 1762年（宝暦12年)、細草に入檀す。
- 1763年（宝暦13年)、袈裟免許。
- 1767年（明和4年)11月26日、父法順日恵寂。
- 1787年（天明7年)春、細草71代の化主となる。12月、江戸常泉寺の住職を務める。在住9年。
- 1795年（寛政7年)10月、大石寺24代学頭となる。
- 1796年（寛政8年)10月2日、37世日琫より法の付嘱を受け、42世日厳として登座。
- 1797年（寛政9年)閏7月11日、50歳にて死去した。

| 先代 日文 | 大石寺住職一覧 | 次代 日相 |